# Hanzelka és Zikmund

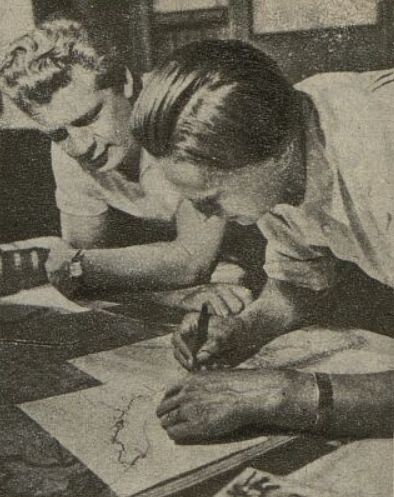
Hanzelka (balra) és Zikmund 1956-ban

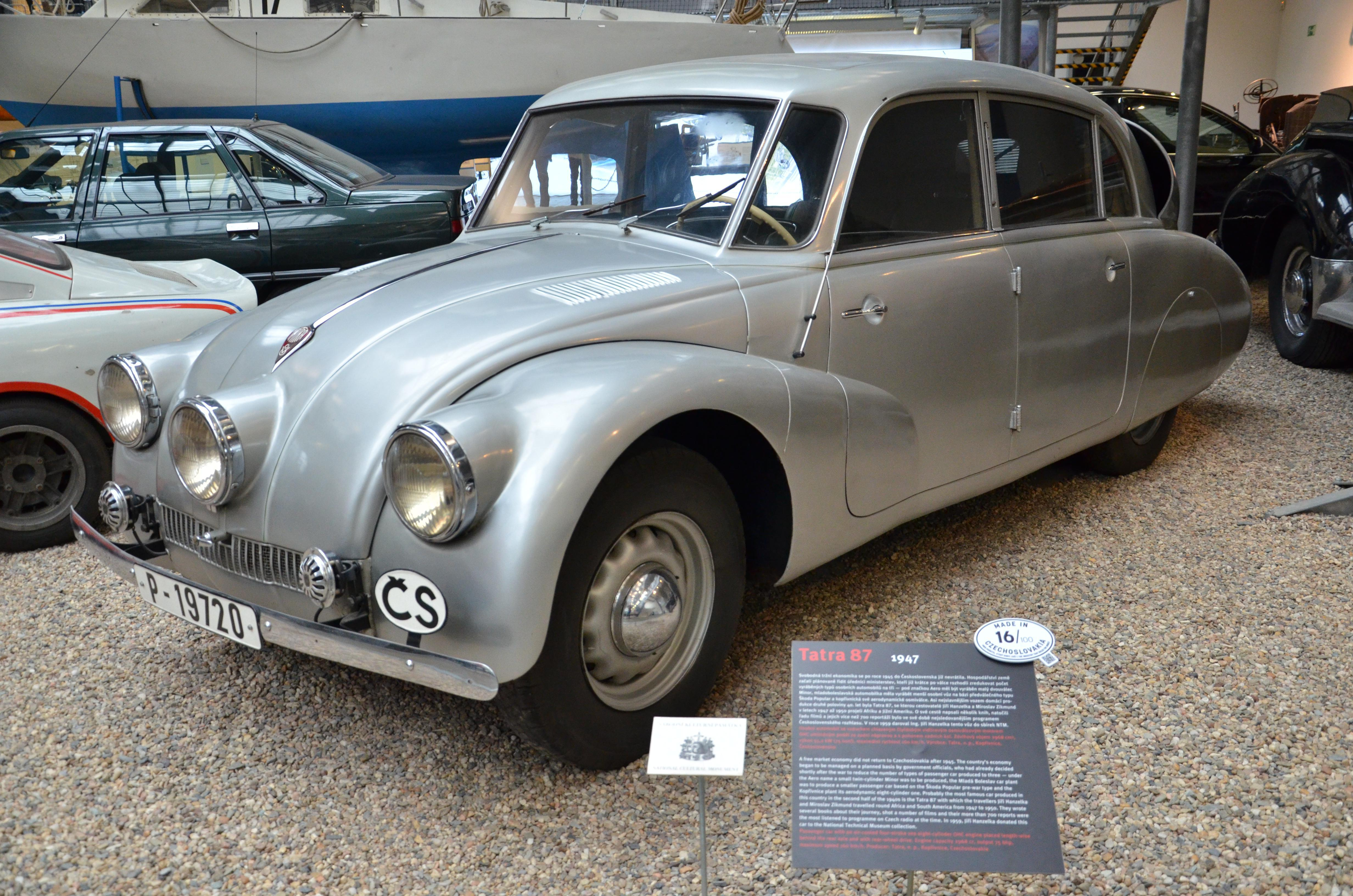
Hanzelkáék Tatra 87-ese a Prágai Nemzeti Műszaki Múzeumban

Az 1950-es évek általában teljesen reklámellenes szocialista kommunikációjának abszolút médiasztárja volt két cseh férfi, Jiří Hanzelka (1920−2003) és Miroslav Zikmund (1919−2021). A Tatra autógyár megbízásából és kocsijával beutazták az egész világot. Éveken keresztül tele volt velük a (kelet-európai) sajtó, útjukról, útjaikról könyvek, mozgó- és diafilmek jelentek meg. A szocialista ipar frontemberei voltak.

## Utazásaik
A két cseh újságíró 1947–1950 között egy Tatra 87 típusú személykocsival beutazta Afrikát, Közép- és Dél-Amerikát. A kocsit a gyártól szerezték, meggyőzve a vezetőséget arról, hogy utazásuk a gyárnak, és egyáltalán a csehszlovák ipar számára rendkívül hasznos lesz. Az utazás során százával írtak és küldtek haza riportokat. Az utazásokat összefoglalták néhány könyvben is, ezrével készítettek fényképeket, és néhány dokumentumfilmet.
A két újságíró útjaik során sok társadalmi és politikai személyiséggel találkozott. Felkerestek szinte ismeretlen vidékeket, olykor első külföldiként. Afrikáról szóló könyvükben magukat nevezik meg első külföldiként, akik autóval eljutottak Wadi Halfából a Núbiai-sivatagon át Kartúmba. Valójában ugyanezt az utat Almásy László és Esterházy Antal már 1926-ban megtette egy Steyr túraautóval (forrás: Almásy László: Autóval Szudánba).
Könyveiket jó néhány nyelven kiadták.
Első autójukat Hanzelka 1959-ben a Prágai Nemzeti Műszaki Múzeumnak ajándékozta, ahol ma is megtekinthető.
1959–1964 között egy Tatra 805-össel újabb utazást tettek, ezúttal a Közel-Kelet országaiban, Ázsiában és a Szovjetunióban.
Csehszlovákia 1968-as katonai megszállása után Zikmundot kizárták a Csehszlovák Írószövetségből, nem publikálhatott és munka nélkül maradt. Hanzelka, aki a prágai tavasz idején a reformkommunistákkal szimpatizált, ugyanígy járt. A szocialista tábor széthullását követően könyveik újra megjelentek.
A párosról egy égitestet is elneveztek: 10173 Hanzelkazikmund

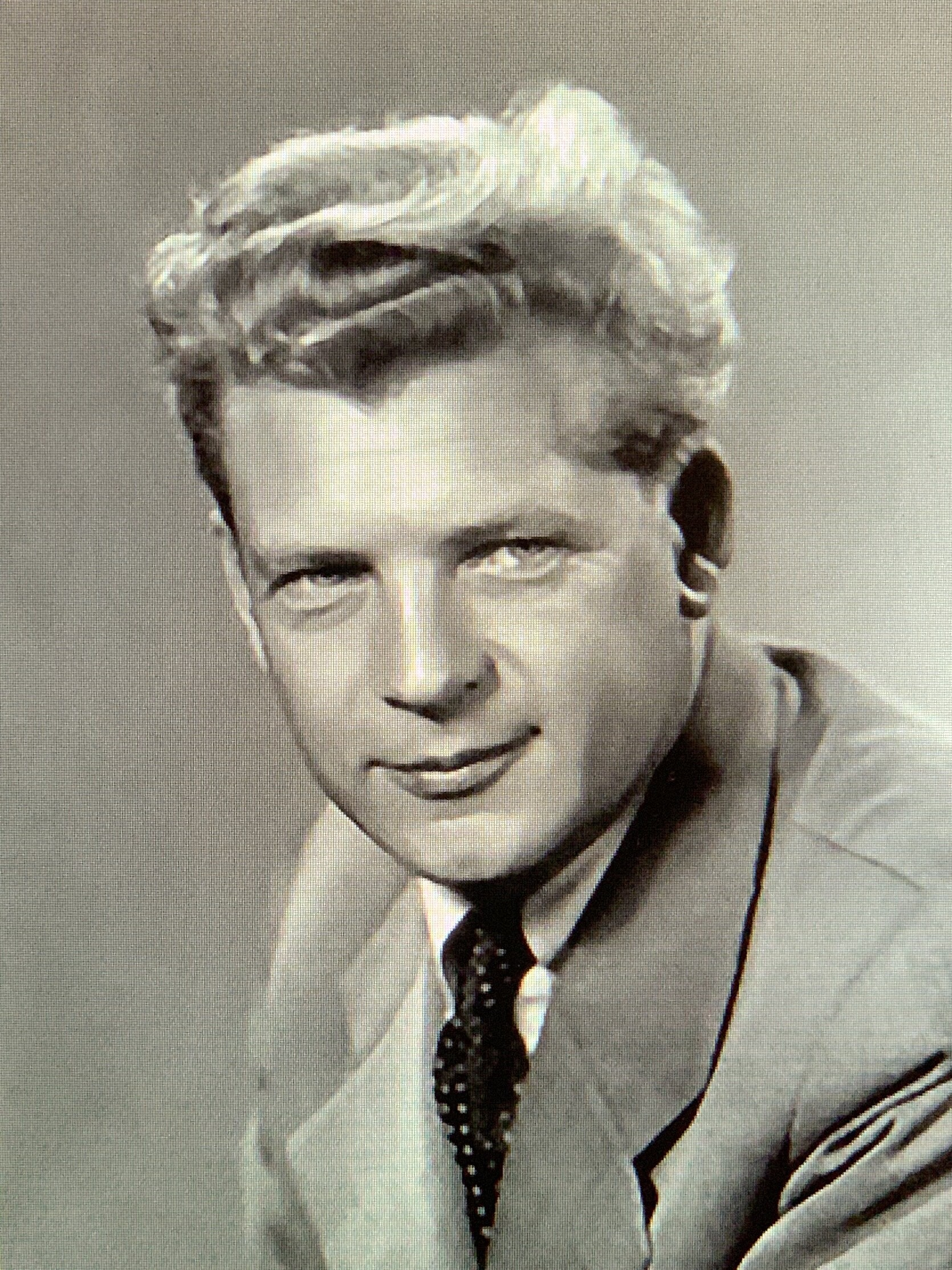
Jiří Hanzelka (1954 körül)
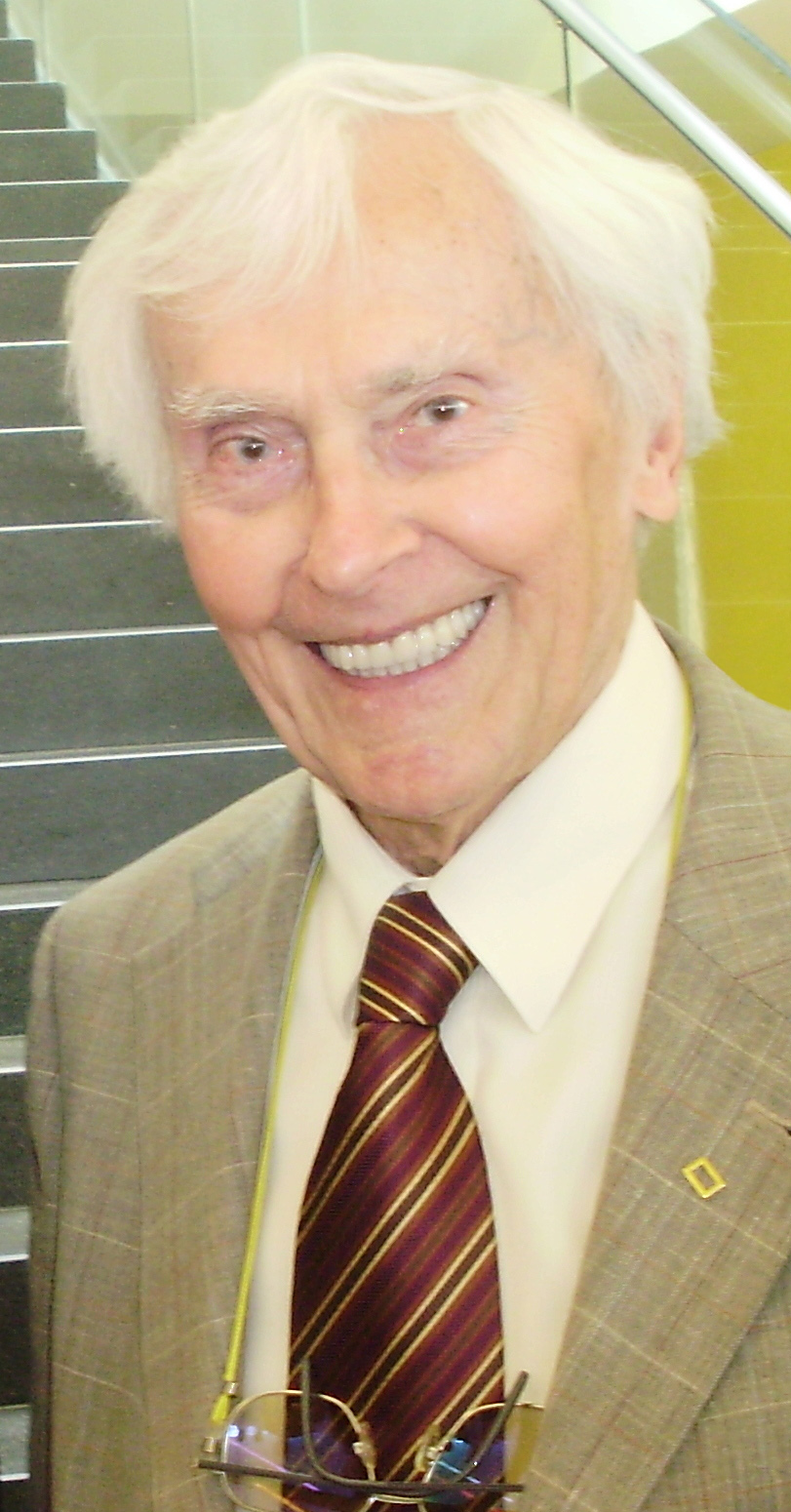
Miroslav Zikmund (2009-ben)

## Magyarul megjelent könyveik
- Afrika az álmok világában és a valóságban, 1-3.; ford. Szőke Lőrinc, Fendt Pál, Tóth Tibor, bev. Tóth Tibor; Művelt Nép, Bp., 1954
- A Kordillerákon át; ford. Fendt Pál; Bibliotheca, Bp., 1958
- A fejvadászok földjén; ford. Tóth Tibor; Gondolat, Bp., 1959
- Két óceán között; ford. Tóth Tibor; Szépirodalmi Kiadó, Bratislava, 1960
- Fordított félhold; ford. Tóth Tibor; Szlovák Szépirodalmi Kiadó–Gondolat, Bratislava–Bp., 1962
- A folyón túl van Argentína; ford. Fendt Pál; Gondolat–Szlovák Szépirodalmi Kiadó, Bp.–Bratislava, 1962
- Ezerkétéjszaka; ford. Hubik István; Madách–Gondolat, Bratislava–Bp., 1968
- Világrész a Himalája alatt; ford. Hubik István; Madách, Bratislava, 1971